# Castell de Boixadors
El castell de Boixadors és un edifici del municipi de Sant Pere Sallavinera (Anoia), declarat bé cultural d'interès nacional. S'estén pel vessant sud del turó de Boixadors, la plana presidida pel nucli de la Fortesa i la vall que s'inicia entre els antics pobles de la Llavinera i Puigdemàger i que té com a fondal la riera de Sant Pere, sobre la qual es troba el cap administratiu del municipi.

## Història
En el testament del 1112, Berenguer Bonfill de Boixadors va fer llegats en el seu testament a l'església de Sant Pere i Santa Maria de Boixadors, però no es té constància documental que ni ell ni altres personatges del mateix cognom que fossin senyors del castell. El 1297, Berenguer de Boixadors (mort abans del 1311), senyor de Boixadors i de Sant Mateu de Bages, fou nomenat veguer de Cervera i Tàrrega, càrrec que exercí també el seu fill i hereu, Guillem de Boixadors, que morí el 1323 en la conquesta de Sardenya. Fou succeït pel seu fill Guillem de Boixadors, senyor de Boixadors i de Sant Pere Sallavinera. El seu fill (o potser germà) Bernat de Boixadors adquirí la castellania i feu dels Prats de Rei i del castell de la Manresana, i sembla que morí sense successió cap al 1343, passant la successió a Bernat de Boixadors, fill primogènit de l'almirall Bernat de Boixadors, que morí el 1348 en tornar de Sardenya. El seu fill Bernat de Boixadors posseïa diversos feus a l'illa, concedits al seu avi i al seu pare, i heretà Boixadors, Sant Pere Sallavinera i Sant Mateu de Bages. El succeí el seu germà Ramon de Boixadors (c.1346-c.1420), que comprà al rei Pere III la jurisdicció d'aquells dominis, i el seu fill i hereu, Ramon Berenguer de Boixadors, permutà les possessions de Sardenya amb Berenguer Carròs per un censal.
El seu seu germà Berenguer de Boixadors participà en l'expedició a Sardenya del 1409 i morí descendència el 1423, passant l'herència a la seva germana Beatriu, casada amb Arnau de Foixà i d'Orriols, varvassor de Foixà. Fou succeït pel seu fill Bernat Guillem de Foixà i de Boixadors, i aquest pel seu fill Lluís Benet de Foixà-Boixadors i de Cruïlles, que fou rebel a Joan II durant la Guerra Civil catalana i els seus béns foren confiscats i donats al seu cunyat Juan de Salcedo. La vídua d'aquest, Elisabet de Foixà-Boixadors, els donà al castlà d'Amposta, però el rei li retornà el feu, que comprenia també el castell de Boixadors (1478-1480).
El seu Lluís Benet fou succeït pel seu fill Joan de Foixà-Boixadors i de Santmiquel, i aquest pel seu fill Bernat Alemany de Foixà-Boixadors i de Cruïlles. El succeí el seu fill Galceran de Foixà-Boixadors i d'Escales (†1601), que guanyà el litigi pel castell de Boixadors amb Gaspar de Vilanova, net d'Aldonça de Foixà-Boixadors i de Santmiquel. Va tenir una única filla, Jerònima de Foixà-Boixadors i de Xatmar (†1622), que el 1590 es va casar amb Sever de Salbà i de Vallseca i fou succeïda pel seu fill Galceran de Foixà-Boixadors-Salbà (mort cap al 1639). El seu fill Tomàs de Foixà Boixadors-Salbà i de Xatmar morí sense descendència, i fou succeït pel seu germà Bernat, que també morí sense filla. Aleshores, la successió passà a Vicenç Domènec de Xatmar i de Copons, besnet d'Agnès de Salbà, filla de Jerònima, que adoptà el cognom Foixà-Boixadors. El seu fill Joan Francesc de Foixà-Boixadors i de Copons (†1800), fou pare d'Ignasi de Foixà-Boixadors i de Balay de Marignac, que fou succeït pel seu fill, el tinent coronel Narcís de Foixà i d'Andreu (†1843), i aquest fou pare del també tinent coronel Narcís de Foixà i de Miquel (†1866), que fou nomenat comte de Foixà.
El 1949, el conjunt del castell de Boixadors i de l'església de Sant Pare va ser declarat bé d'interès cultural. Cedit a l'Ajuntament de Sant Pere Sallavinera, des del 1971 la Diputació de Barcelona hi ha portat a terme diverses campanyes de restauració.

## Descripció
El lloc de Boixadors està situat al voltant d'un turó a 848 m d'altitud, al cim del qual s'emplaça el castell i, a llevant, en una plana situada als seus peus, l'església de Sant Pere. Al voltant hi ha un seguit d'estructures, fruit de successives ampliacions, que han acabat ocupant tota la plataforma superior del turó, amb una superfície de gairebé 900 m². Ocupa una posició privilegiada pel que fa al control sobre els camins d'accés a l'altiplà de Calaf i a la banda oriental del terme, ben a prop dels límits amb la comarca del Bages. Es troba a l'extrem occidental de la serra de Castelltallat (922 m), la qual emmarca, amb la serra de Rubió (837 m) al sud, el camí que comunicava la vall del Cardener amb la del Segre, molt important en temps de conquesta. Al voltant d'aquest relleu s'estructura un conjunt de petites valls, agrestes i boscoses, plenes de torrents i rierols, que desemboquen a la riera de Rajadell.
Del castell resta la torre rodona mestra, una sala coberta amb un arc de diafragma ogival, i restes d'un casal senyorial amb els seus cups, colomar i altres senyals de dependències així com de murs que protegien la part dels senyors. Cal destacar la cúpula interior de la torre, la volta de la cisterna, diversos finestrals, i una sala que no conserva sostre però on es poden veure els arrencaments dels arcs ogivals que sostenien la volta. Connectada per un portal amb el castell, estaria la capella de Sant Pere i a l'altra banda del castell envoltat de murs es conserva el que sembla una gran necròpoli. Un esglaonat joc de murs i contramurs escalen i protegeixen el monticle.
Al casal del castell hi ha diversos elements: la sala del castell de planta rectangular i realitzada amb aparell de carreus petits ben tallats, que patí reformes posteriors. A l'interior es conserven dos arcs ogivals que sostenen la volta, ara desapareguda, dos arcs adovellats de mig punt que comuniquen amb altres dependències del castell (una d'elles el baluard que fou afegit a la façana, tapant part de les dovelles de l'arc de mig punt que serveix d'entrada al casal i que es pot apreciar a la foto). Externament es pot apreciar, a part del gran portal adovellat, una finestra polilobulada en una de les parets laterals, i una finestra més gran damunt del portal, que fa pensar, junt amb altres elements conservats a l'interior, en una reforma als segles xvii-xviii (resta un ferro de tipologia barroca a la porta). L'interior conserva a les parets els forats de les bigues que dividien el casal amb un pis. És molt interessant un accés que porta a un soterrani, on hi ha una petita base, en un costat, circular, que té caire d'haver estat una torre). Un dels arcs ogivals, que està molt a prop de la torre de l'homenatge, va ser tapiat.

### Església de Sant Pere
Es tracta d'una construcció originalment d'una sola nau coberta per una volta de canó i capçada per un absis semicircular, probablement amb decoració de tipus llombard. En època gòtica va ser reformada amb un absis quadrangular i dues capelles per banda. La part romànica de la nau presenta una finestra de doble esqueixada al costat de migdia i una de simple a ponent. Exteriorment, conserva un tram de decoració d'arcs entre lesenes sobre la porta d'accés d'arc de mig punt. El campanar d'espadanya de dues obertures s'alça al mur de ponent.

## Galeria

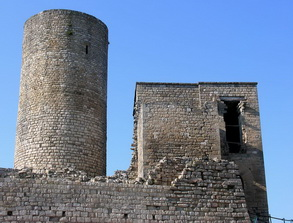
El castell
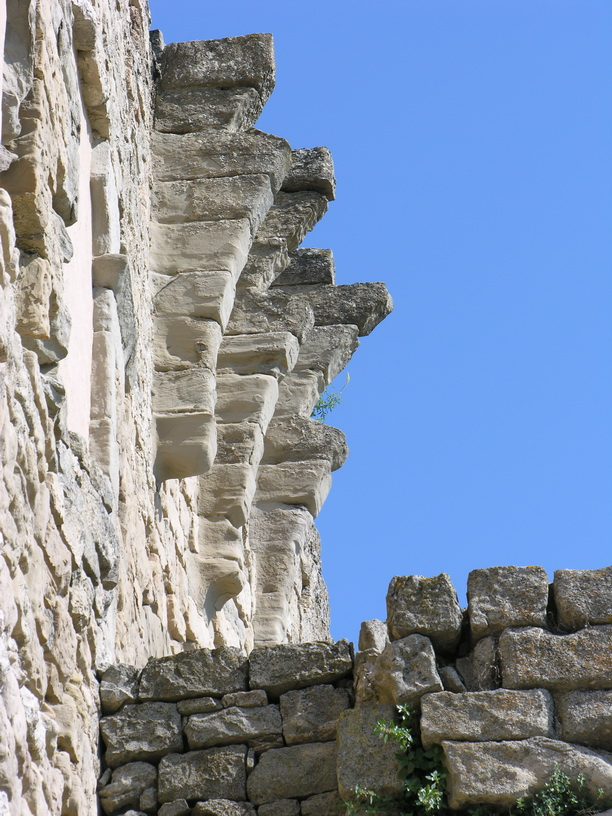
El 2008 s'arrencaren els arcs diafragmàtics de la torre de llevant del castell
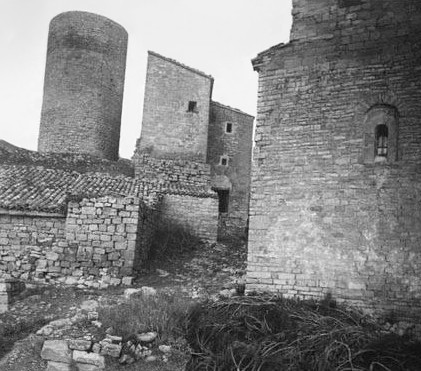
El castell entre 1900 i 1910
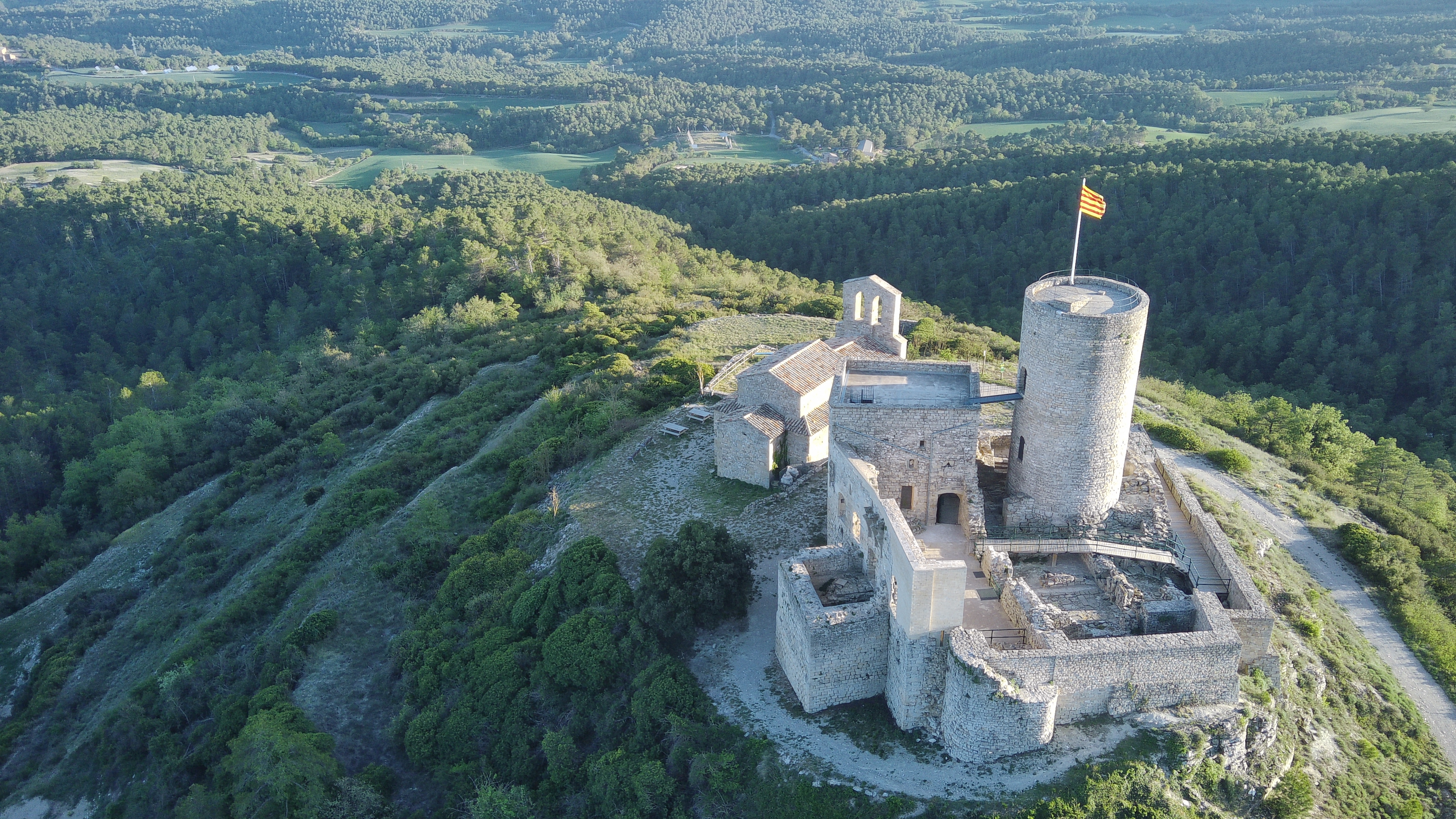
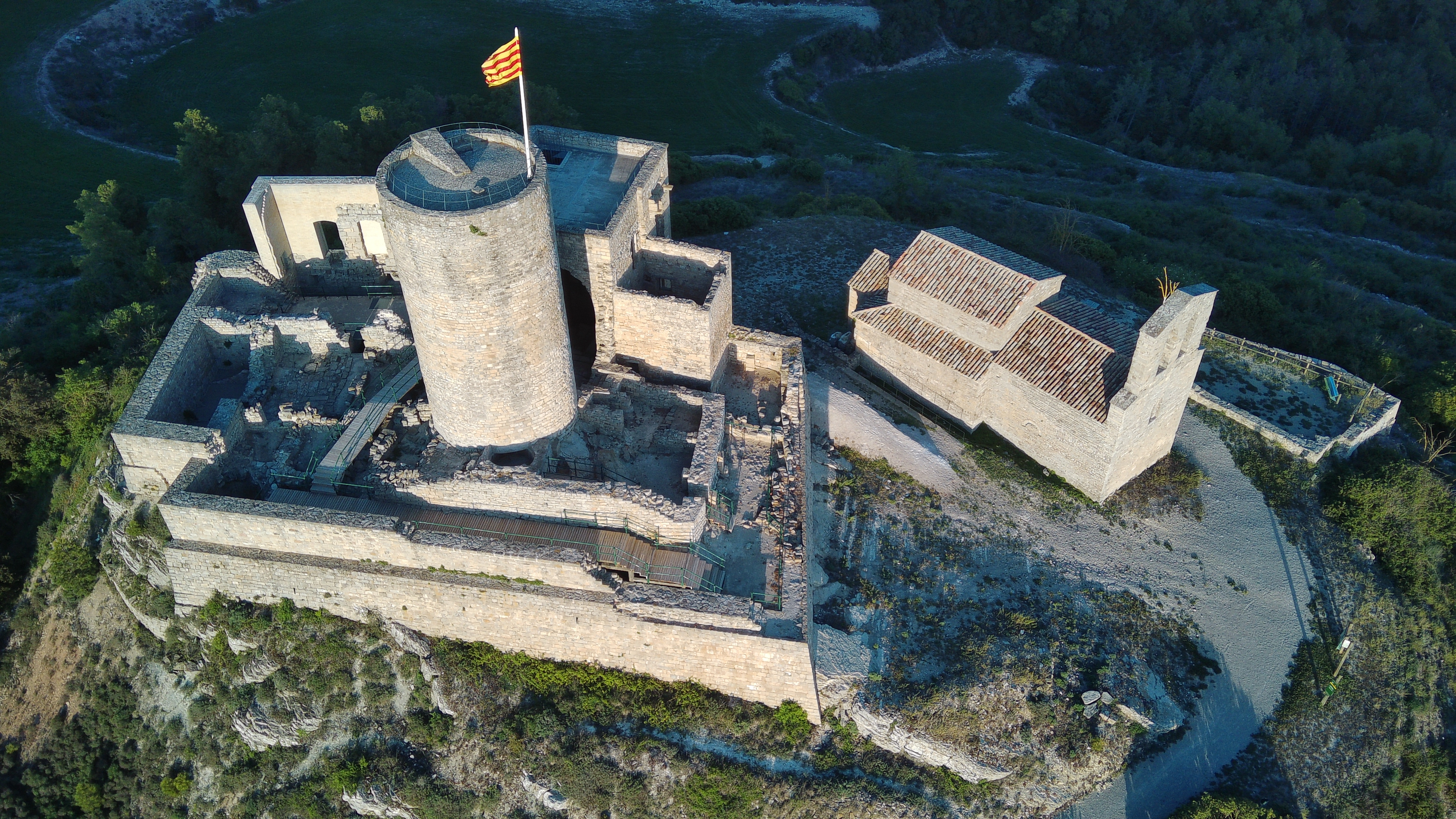